# Brommella funaria
Brommella funaria là một loài nhện trong chi Brommella, họ Dictynidae.
Loài này được Shuqiang Li miêu tả năm 2017. Tính từ định danh loài có nguồn gốc từ tiếng Latinh funarius, nghĩa là "của sợi dây", và đề cập đến hình dạng của các ống giao cấu.

## Phân bố
Loài này được tìm thấy ở cao độ 205 m trong hang Xiannüyan, 24°29.219′B 108°34.205′Đ / 24,486983°B 108,570083°Đ trong địa phận thôn Nham Khẩu, quận Nghi Châu, địa khu Hà Trì, Quảng Tây, Trung Quốc.